# Guillermo Enrique
Guillermo Nicolás Enrique (Goya, 24 febbraio 2000) è un calciatore argentino, difensore dell'Alianza Lima in prestito dal Gimnasia (LP).

## Caratteristiche tecniche
Gioca come terzino destro.

## Carriera
Enrique è cresciuto nel settore giovanile del Gimnasia (LP), con cui ha firmato il primo contratto professionistico il 14 settembre 2021. Ha debuttato in prima squadra nove giorni dopo nell'incontro di Primera División vinto 5-2 contro il Talleres (C). Il 31 gennaio 2023 ha segnato il suo primo gol in carriera nella trasferta persa 3-1 contro il Vélez Sarsfield.
Nel 2024 si trasferisce in prestito al Banfield, altro club della prima divisione argentina.

## Statistiche

### Presenze e reti nei club
Statistiche aggiornate al 2 aprile 2024.
| Stagione        | Squadra         | Campionato      | Campionato | Campionato | Coppe nazionali | Coppe nazionali | Coppe nazionali | Coppe continentali | Coppe continentali | Coppe continentali | Altre coppe | Altre coppe | Altre coppe | Totale | Totale | Totale |
| Stagione        | Squadra         | Comp            | Pres       | Reti       | Comp            | Pres            | Reti            | Comp               | Pres               | Reti               | Comp        | Pres        | Reti        | Pres   | Reti   |        |
| --------------- | --------------- | --------------- | ---------- | ---------- | --------------- | --------------- | --------------- | ------------------ | ------------------ | ------------------ | ----------- | ----------- | ----------- | ------ | ------ | ------ |
| 2021            | Gimnasia (LP)   | PD              | 1          | 0          | CA+CdL          | 0               | 0               |                    | -                  | -                  |             | -           | -           | 1      | 0      |        |
| 2022            | Gimnasia (LP)   | PD              | 25         | 0          | CA+CdL          | 3+8             | 0               |                    | -                  | -                  |             | -           | -           | 36     | 0      |        |
| 2023            | Gimnasia (LP)   | PD              | 17         | 1          | CA+CdL          | 1+11            | 0               | CS                 | 4                  | 0                  |             | -           | -           | 33     | 1      |        |
| 2024            | Gimnasia (LP)   | PD              | 0          | 0          | CA+CdL          | 0+4             | 0               |                    | -                  | -                  |             | -           | -           | 4      | 0      |        |
| Totale carriera | Totale carriera | Totale carriera | 43         | 1          |                 | 27              | 0               |                    | 4                  | 0                  |             | -           | -           | 74     | 1      |        |